# Garda VC
Garda VC är en volleybollklubb från Templemore, Irland. Klubben startade som ett collegelag 1992, medan det dröjde tills 2002 innan de registrerade ett lag hos Volleyball Ireland. Ursprungligen hade klubben bara ett herrlag, men 2007 tillkom ett damlag Damlaget har både blivit irländska mästare två gånger och vunnit irländska cupen två gånger. Spelarna har huvudsakligen sitt ursprung utanför Irland